# Россия, которую мы потеряли
«Россия, которую мы потеряли» — документально-публицистический фильм российского режиссёра Станислава Говорухина, посвящённый дореволюционной России. Вышел на экраны в 1992 году.
Вместе с фильмами «Так жить нельзя», «Великая криминальная революция» и «Солженицын» фильм составляет своего рода публицистический сборник Говорухина.
Режиссёр долго работал над фильмом, проводя много времени в архивах, библиотеках, фильмохранилищах. 
В 1991 году выходит книга Станислава Говорухина, которую он назвал «Россия… Которую мы потеряли», которая и легла в основу сценария данного фильма.

## Содержание
Фильм содержит большое количество фактической информации — фотографии, документы, кинохроника. Однако Говорухин не ограничивается сухим изложением фактов, а предлагает своё мировоззрение. Стоя на позициях антикоммунизма, режиссёр в значительной степени идеализирует царскую Россию и критикует Максима Горького. Большое внимание уделяется личностям Столыпина, Ленина, Николая II.

Россия. Загадочная и незнакомая страна. Так уж получилось, что мы ничего не знаем о ней. Поэтому, наверное, и живём так трудно и так глупо… Чем больше узнаёшь эту незнакомую страну, тем крепче влюбляешься в неё. Это происходит невольно… То, что покажем мы — это как бы впечатления человека, который начал узнавать историю своей страны в зрелом возрасте. И всё, что мы узнавали в процессе съёмок, переворачивало душу. Как так случилось, почему Господь отнял у людей разум, как можно было разграбить и уничтожить такую богатую страну? И почему, почему мы ничего не знали о ней, о своей Родине?
— цитата из фильма

## Восприятие. Критика
Фильм имел большой общественный резонанс и сыграл значительную роль в переломе массового сознания советских людей в начале 1990-х годов. Фраза «Россия, которую мы потеряли» стала нарицательной для обозначения дореволюционной России, но часто используется как насмешка над идеализацией дореволюционной России.